# Засоби масової інформації у Запоріжжі
Значна чисельність населення та економічний розвиток регіону обумовлюють розвиток ЗМІ. Розвинутий сегмент як комунальних, так і приватних ЗМІ. Найбільше різноманіття представлено в групі друкованих ЗМІ.

## Телебачення
У місті діють такі місцеві телерадіокомпанії, приватні:
- МТМ;
- Суспільне Запоріжжя
- НБМ-Запоріжжя

## Радіостанції
В Запоріжжі існують виключно FM-радіостанції, більшість з яких лише ретранслює програми загальнонаціональних мережевих мовників.
- 87.8  MHz - «Радіо Культура»
- 88.3  MHz - «Формат FM» (немає мовлення)
- 88.8  MHz - «Радіо М»
- 89.9  MHz - «Radio Jazz»
- 91.2  MHz - «Армія FM»
- 94.1  MHz - «Радіо П'ятниця»
- 96.8  MHz - «Радіо Марія»
- 97.4  MHz - «Novaline Radio»
- 99.3  MHz - «Classic Radio»
- 100.3 MHz - «Країна ФМ»
- 100.8 MHz - «Radio ROKS»
- 101.3 MHz - «Перець FM»
- 101.8 MHz - «Радіо Максимум»
- 102.2 MHz - «Люкс FM»
- 102.7 MHz - «Radio NV»
- 103.1 MHz - «Kiss FM»
- 103.7 MHz - «Українське радіо. Запоріжжя»
- 104.1 MHz - «Радіо Байрактар»
- 104.5 MHz - «Шлягер FM»
- 105.1 MHz -
- 105.6 MHz - «Наше радіо»
- 106.2 MHz - «Радіо Промінь»
- 106.6 MHz - «Хіт FM»
- 107.0 MHz - «Авторадіо»
- 107.5 MHz - «Мелодія FM»
- 107.9 MHz - «Radio Relax»

Впевнений прийом радіостанцій обмежений радіусом 30-50 км.